# (6974) Solti
(6974) Solti – planetoida z pasa głównego asteroid okrążająca Słońce w ciągu 4 lat i 63 dni w średniej odległości 2,59 j.a. Została odkryta 27 czerwca 1992 roku w Obserwatorium Palomar przez Henry'ego Holta. Nazwa planetoidy pochodzi od Georga Soltiego (1912-1997), węgierskiego dyrygenta o międzynarodowej sławie. Przed nadaniem nazwy planetoida nosiła oznaczenie tymczasowe (6974) 1992 MC.